# Cotinga magnifique
Pipreola formosa
Espèce
Statut de conservation UICN

 LC  : Préoccupation mineure
Le Cotinga magnifique (Pipreola formosa) est une espèce d’oiseaux de la famille des Cotingidae.

## Répartition
Cette espèce est endémique du Venezuela. Deux populations de l'espèce vivent séparées par 400 km, sur les côtes au nord du pays.

## Sous-espèces
Cet oiseau est représenté par trois sous-espèces :
- P. f. formosa (Hartlaub, 1849) ;
- P. f. pariae Phelps, Sr & Phelps, Jr, 1949 ;
- P. f. rubidior (Chapman, 1925).